# Viola hirtipes
Viola hirtipes S.Moore – gatunek roślin z rodziny fiołkowatych (Violaceae). Występuje naturalnie w Chinach (w Mandżurii), Rosji (w Kraju Nadmorskim), na Półwyspie Koreańskim oraz w Japonii. 

## Morfologia
PokrójBylina dorastająca do 7–15 cm wysokości, tworzy kłącza.
LiścieBlaszka liściowa ma owalny lub podługowato owalny kształt. Mierzy 2–7 cm długości oraz 1–4 cm szerokości, jest karbowana na brzegu, ma sercowatą nasadę i tępy wierzchołek. Ogonek liściowy jest nagi i ma 5–18 mm długości. Przylistki są równowąsko lancetowate.
KwiatyPojedyncze, wyrastające z kątów pędów. Mają działki kielicha o podługowato lancetowatym kształcie i dorastające do 6–9 mm długości. Płatki są odwrotnie jajowate, mają purpurową barwę oraz 15–16 mm długości, dolny płatek jest owalny, mierzy 20-25 mm długości, posiada obłą ostrogę o długości 7-9 mm.
OwoceTorebki o elipsoidalnym kształcie.

## Biologia i ekologia
Rośnie w lasach, na łąkach i skarpach. Występuje na wysokości od 100 do 600 m n.p.m.